# Stanton in Peak
Stanton in Peak – wieś w Anglii, w hrabstwie Derbyshire, w dystrykcie Derbyshire Dales.